# 威爾金森 (伊利諾伊州)
威爾金森（英語：Wilkinson）是位於美國伊利諾伊州迪卡爾布縣的一個非建制地區。該地的面積和人口皆未知。

## 地理
威爾金森的座標為42°00′24″N 88°46′58″W / 42.00667°N 88.78278°W，而該地的平均海拔高度為271米（即889英尺）。